# HD 39182
HD 39182，又名BD+39 1435，SAO 58524、HR 2025，是一颗恒星，视星等为6.45，位于銀經171.58，銀緯6.69，其B1900.0坐标为赤經5h 45m 42s，赤緯+39° 6.69′ 55″。